# Havstovan
Havstovan (Faroe Marine Research Institute – FAMRI) i Tórshavn i Färöarna, är ett statligt färöiskt havsforskningsinstitut.
Havstovan grundades av Färöarnas landsstyre och lyder under Fiskimálaráðið (Fiskeministeriet). Det ska ge råd till Färöarnas fiskerinäring och genomför bas- och tillämpad forskning beträffande marina ekosystem i farvattnen utanför Färöarna. 
Sedan 1987 inkluderar undersökningverksamheten tre–fyra expeditioner årligen för att mäta förhållanden som konduktivitet, temperatur och djup i fyra försöksområden. Sedan mitten av 1990-talet har Havstovan upprätthållit ett nät av upp till nio bojar med akustiska dopplerinstrument (Acoustic Doppler current profiler) för att mäta havsströmmarnas hastighet, mellan Island och Skottland som en del av internationella forskningsprojekt.

## Forskningsfartyg
Havstovan har sedan 2020 det specialbyggda, 54 meter långa forskningsfartyget R/V Jákup Sverri. Det ersatte då R/V Magnus Heinason, som byggdes 1978.